# Фонкинос, Давид
Давид Фонкинос (фр. David Foenkinos, 28 октября 1974, Париж, Франция) — французский писатель, сценарист, музыкант.

## Биография
Давид Фонкинос родился 24 октября 1974 года в Париже. Окончил Сорбонну, где изучал филологию. Учился в парижской джазовой школе, основал собственную группу. На сегодняшний день это один из наиболее популярных французских романистов поколения тридцатилетних. Пишет сценарии для таких французских режиссёров, как Седрик Клапиш и Жак Дуйон. Согласно сведениям французской газеты Le Figaro, вошёл в пятёрку самых продаваемых авторов-романистов 2011 года. 
В 2011 году по мотивам его романа «Нежность» был снят фильм. Режиссёрами этого фильма являются Давид и Стефан Фонкиносы. 
Одним из любимых исполнителей автора является Джон Леннон. 
В 2010 году сыграл роль отца Барбары в фильме Реми Безансона «Секса много не бывает» (фр. Un heureux événement). 
На русском языке опубликовано несколько романов писателя:                   «Эротический потенциал моей жены», «Идиотизм наизнанку», «Нежность», «Наши расставания», «Шарлотта», «Леннон», «В случае счастья», «Воспоминания», «Мне лучше», «Тайна Анри Пика», «В погогне за красотой», «Две сестры».

## Романы
- Идиотизм наизнанку(фр. Inversion de l'idiotie: de l'influence de deux Polonais) (Gallimard) (2001)
- Entre les oreilles (Gallimard) (2002)
- Эротический потенциал моей жены (фр. Le Potentiel érotique de ma femme) (Gallimard) (2004)
- En cas de bonheur (Flammarion) (2005)
- Les Cœurs autonomes) (Grasset) (2006)
- Qui se souvient de David Foenkinos? (Gallimard) (2007)
- Nos séparations (Gallimard) (2008)
- Нежность (фр. La Délicatesse) (Gallimard) (2009)
- Bernard (Les éditions du Moteur) (2010)
- Lennon (Plon) (2010)
- Le petit garçon qui disait toujours non (Albin Michel Jeunesse) (2011)
- Les Souvenirs (Воспоминания) (Gallimard) (2011)
- Le saule pleureur de bonne humeur (Albin Michel Jeunesse) (2012)
- Charlotte (Шарлотта) (2014)
- Le mystère Henri Pick (Тайна Анри Пика) (2016)

## Экранизации
- В 2006 году вместе со своим братом Стефаном Фонкиносом Давид создаёт короткометражный фильм «Une histoire de pieds», бюджет которого составил €25 000. Фильм длится 13 минут.
- 8 ноября 2011 года в прокат вышел фильм «Нежность» (фр. La Délicatesse), с Одри Тоту и Франсуа Дамьеном в главных ролях. Фильм создан по мотивам одноимённого романа Давида Фонкиноса «La Délicatesse». Режиссёрами фильма являются братья Фонкиносы. Бюджет фильма составил €6 800 000.
- В 2019 году в прокат вышел фильм «Тайна Анри Пика» (Le mystère Henri Pick). Режиссер Реми Безансон; в главных ролях Фабрис Лукини и Камилла Коттен.

## Награды
- 2001 г. — премия Франсуа Мориака (роман «Идиотизм наизнанку», фр. Inversion de l’idiotie: de l’influence de deux Polonais)
- 2004 г. — премия Роже Нимье (роман «Эротический потенциал моей жены», фр. Le Potentiel érotique de ma femme)
- 2007 г. — премия Жана Жионо (роман «Кто помнит о Давиде Фонкиносе?», (фр. Qui se souvient de David Foenkinos?)
- В 2012 г. — Давид Фонкинос был в числе номинантов кинематографической премии «Сезар» за написанный им сценарий для экранизации романа «Нежность»
- 2014 г. — роман «Шарлотта» (фр. Charlotte)
  - Prix Liste Goncourt : le choix polonais
  - премия Ренодо
  - Гонкуровская премия лицеистов